# (3200) Фаэтон
(3200) Фаэтон (лат. Phaethon) — небольшой околоземный астероид из группы аполлонов, который принадлежит к редкому спектральному классу B, и он является родительским телом метеорного потока Геминиды в середине декабря. Астероид интересен необычной крайне вытянутой орбитой, из-за которой в процессе своего движения вокруг Солнца он пересекает орбиты всех четырёх планет земной группы от Меркурия до Марса. Интересно, что при этом он подходит достаточно близко к Солнцу, благодаря чему он и был назван в честь героя греческого мифа о Фаэтоне, сыне бога солнца Гелиоса.

Орбита астероида Фаэтон и его положение в Солнечной системе
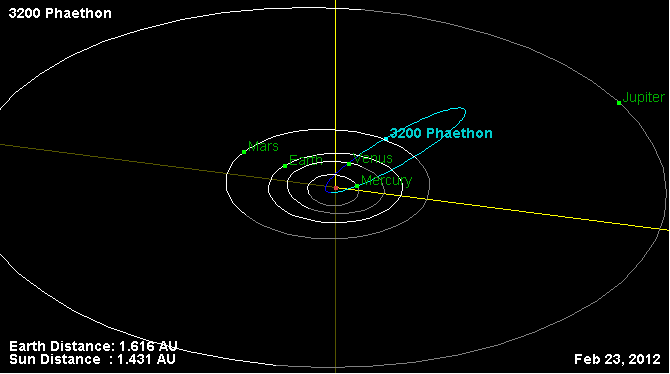
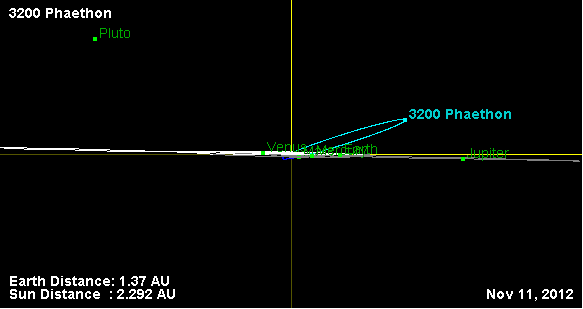
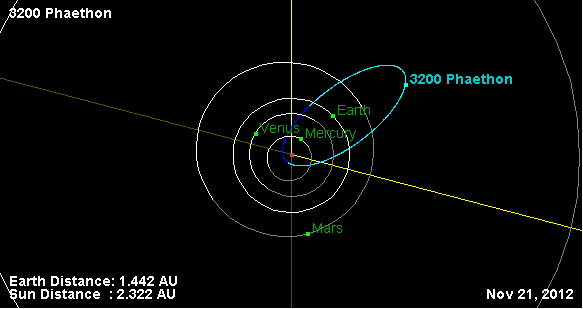

## Открытие
Особенность этого астероида состоит также в том, что он стал первым астероидом, открытым на фотографии, сделанной с борта космического корабля. Саймон Ф. Грин и Джон К. Дэвис обнаружили его 11 октября 1983 года на снимках с инфракрасного космического спутника IRAS. О его открытии было объявлено на следующий день 14 октября после получения подтверждения оптическими наблюдениями Чарльзом Т. Ковалем. Астероид получил временное обозначение 1983 TB, а в 1985 году он получил порядковый номер и собственное имя (3200) Фаэтон.

## Орбитальные характеристики
Орбита классифицирована как астероидная группы аполлонов, так как её большая полуось больше, чем у Земли, а перигелий меньше 1,017 а. е. Вероятно, в семействе астероидов Паллады.
Орбита Фаэтона ближе всех крупных астероидов группы (рекорд принадлежит (394130) 2006 HY51) подходит к Солнцу, — на расстояние в 2 с лишним раза меньше перигелия планеты Меркурий, при этом скорость Фаэтона вблизи Солнца может достигать почти 200 км/с (720 000 км/ч). А из-за рекордно большого эксцентриситета, близкого к 0,9, Фаэтон, в процессе своего движения вокруг Солнца, пересекает орбиты всех четырёх планет земной группы.
Орбита Фаэтона похожа скорее на орбиту кометы, чем астероида. Исследования в инфракрасной области спектра показали, что его поверхность состоит из твёрдых пород, и, несмотря на высокие температуры около 1025 K, за всё время наблюдений у него ни разу не удалось зафиксировать появление ни комы, ни хвоста, ни ещё каких либо проявлений кометной активности. Несмотря на это вскоре после его открытия Фред Уиппл отметил, что элементы орбиты этого астероида практически совпадают с орбитальными параметрами метеорного потока Геминиды. То есть астероид может являться источником метеорного потока Геминиды, максимум активности которого выпадает на середину декабря. Возможно, он представляет собой выродившуюся комету, которая исчерпала весь свой запас летучих соединений, либо они укрыты непроницаемым слоем пыли.
Астероиды Аполлона (155140) 2005 UD и (225416) 1999 YC имеют сходные орбиты с Фаэтоном, что предполагает возможное общее происхождение в результате распада родительского тела.
Фаэтон является возможным кандидатом для обнаружения общих релятивистских эффектов или элиптичности Солнца при его орбитальном движении из-за частых сближений с Солнцем.

## Физические характеристики
Астероид представляет собой небольшое тело размером 5,1 км с довольно необычными характеристиками, поскольку его орбита больше напоминает орбиту кометы, чем астероида; его называют «каменной кометой». В исследованиях, проведённых космическим кораблем НАСА STEREO в 2009 и 2012 годах, наблюдалось быстрое осветление и пылевой хвост. Возможно, что солнечное тепло вызывает трещины, подобные грязевым трещинам на дне высохшего озера. Это происходит потому, что орбита Фаэтона приближает его к Солнцу, чем любой другой названный астероид (менее 0,14 а.е. в перигелии), вызывая сильный нагрев и достаточное давление солнечного излучения, чтобы оттолкнуть любые отколовшиеся частицы от поверхности астероида. С момента его открытия было обнаружено несколько других объектов, демонстрирующих смешанные кометные и астероидные характеристики, такие как 133P/Elst-Pizarro, что привело к появлению нового класса объектов, получивших название «активные астероиды». Так как предполагается, что Фаэтон имеет кометное происхождение, то его относят к астероидам спектрального класса B, с очень тёмной поверхностью, состоящей преимущественно из безводных силикатов и гидратированных глинистых минералов.
В 2018 году наблюдения показали, голубоватый цвет Фаэтона. Это случается крайне редко, так как большинство астероидов имеют тенденцию быть серыми или красными. В 2020 году поляриметрическое исследование показало, что Фаэтон имеет поверхность с крутыми склонами, покрытую смесью реголита с более крупной галькой. Состав Фаэтона соответствует представлению о его кометном происхождении; он классифицируется как астероид F-типа, потому что состоит из темного материала, или как астероид B-типа из-за его синего цвета. В 2022 году было показано, как голубой цвет Фаэтона и его кометоподобная эмиссионная активность могут быть объяснены эффектами интенсивного солнечного нагрева в перигелии, вызывающего сублимацию любой темно-красной тугоплавкой органики, нанофазы железа (nFe0) и пироксеновые материалы на его поверхности.
В 2017 году наблюдение астероида радиотелескопом обсерватории Аресибо показало, что его диаметр составляет 6 км.

## Сближения с Землей
Фаэтон классифицируется как потенциально опасный астероид, но это не означает, что существует краткосрочная угроза столкновения. Это потенциально опасный астероид просто из-за его размера (абсолютная звездная величина H ≤ 22) и минимального расстояния пересечения орбиты Земли (MOID Земли ≤ 0,05 а.е.). Минимальное расстояние пересечения орбиты Земли (E-MOID) составляет 0,01945 а.е. (2,910,000 км), которое определяется кратчайшим расстоянием между орбитой Фаэтона и орбитой Земли. С более чем 30-летней дугой наблюдений орбита Фаэтона очень хорошо изучена с очень небольшими неопределённостями. Существуют строгие ограничения на вероятность столкновения с Фаэтоном в течение следующих 400 лет.
В XXI веке ожидается сразу несколько очень тесных сближений этого астероида с Землёй: 10 декабря 2007 года астероид пролетел мимо нашей планеты на расстоянии 18,1 млн км, 16 декабря 2017 года Фаэтон подошёл к Земле на 10,31204 млн км (27 расстояний до Луны), следующие сближения произойдут в 2050, 2060 и самое тесное в 2093 году.

## Исследования
Японское космическое агентство планирует запустить небольшой космический аппарат DESTINY+ для изучения Фаэтона и, возможно, нескольких других околоземных объектов. Старт миссии произойдёт не ранее 2024 года.